# Fast Girls
Fast Girls (auch: Fast Girls – Lauf für deinen Traum und Fast Girls – Ein Traum ein Team eine Chance) ist ein britischer Sportfilm aus dem Jahr 2012.

## Handlung
Die junge Sprinterin Shania Andrews aus London stammt aus einfachen Verhältnissen. Ihr Vater hat die Familie früh verlassen und nach dem Tod der Mutter lebt sie bei ihrer Tante Auntie P und deren zwei kleinen Kindern. Sie wird von dem Ladenbesitzer Brian unterstützt, der mit ihr auf einer heruntergekommenen Laufbahn trainiert. Shanias Ziel sind die nationalen Ausscheidungsrennen und – mit einem guten Ergebnis – die Aufnahme in die Mannschaft für die Leichtathletik-Weltmeisterschaften. Im 200-Meter-Lauf läuft sie persönliche Bestzeit, schlägt die bereits qualifizierte und sehr erfolgreiche Läuferin Lisa Temple und erhält einen Platz in der Mannschaft. Von da an trainiert sie im Crystal Palace National Sports Centre und soll sich nach dem Willen des Lauftrainers Tommy auch als Ersatzläuferin für die 4-mal-100-Meter-Staffel vorbereiten. Shania freundet sich schnell mit Belle, Trix, Sarah und Rachel an, findet aber keinen Draht zu der abweisenden und hochnäsigen Lisa Temple. Diese kommt aus gutem Hause, ihr Vater ist Funktionär beim Leichtathletikverband und selbst Goldmedaillengewinner.
Auch die ungeschriebenen Gesetze des Leistungssports stellen Shania vor Herausforderungen. Bei einem Empfang trinkt sie zu viel und es kommt zum Streit mit Lisa. Am nächsten Tag muss Shania die Laufwettkämpfe in Barcelona mit einem Kater bestreiten. Im 200-Meter-Lauf erreicht sie nur auf einem der hinteren Ränge das Ziel und in der Staffel patzt sie bei der Übergabe. Bei der Nachbesprechung streitet sie erneut mit Lisa. Wieder zu Hause angekommen wird sie von ihrer Tante aus der Wohnung geworfen. Shania hat ihre Schwester Tara in ihr Zimmer aufgenommen, diese hat dann mit ihren Freunden in der Wohnung ihrer Tante eine wilde Party gefeiert und alles verwüstet. Shania kommt bei ihrem Trainer und Vaterersatz Brian unter. Sie hilft ihm in seinem kleinen Laden und trainiert wieder mit ihm auf der alten Laufbahn. Ins Trainingszentrum kommt Shania nur noch zurück, um sich von Physiotherapeut Carl behandeln zu lassen und trifft auf Belle, die sie zu einem Abend in einem Club überredet. Dort kommen sich Shania und Lisa etwas näher und beenden ihren Streit.
Shania darf an den Weltmeisterschaften in London teilnehmen. Im 200-Meter-Lauf verpasst sie als Vierte die Medaillenränge knapp, kommt jedoch wieder vor Lisa ins Ziel. Nachdem Startläuferin und 100-Meter-Expertin Trix eine schwere Verletzung erleidet, darf Shania als Ersatzläuferin auch das Staffelrennen bestreiten. Im Halbfinale verliert die britische Mannschaft erneut beim Wechsel von Shania auf Lisa viel Zeit. Am Ende des Rennens kommt es zwischen den beiden zu einem handfesten Streit vor laufenden Fernsehkameras, weshalb Lisas Vater Shania aus der Mannschaft wirft. Nach einer Aufmunterung durch Carl sucht Shania mitten in der Nacht Lisa in ihrem Zimmer auf. Lisa offenbart Shania, vom Verhalten ihres Vaters mit dem allgegenwärtigen Druck und der hohen Erwartungshaltung überfordert zu sein und dass es an der Zeit ist, ihren eigenen Weg zu gehen. In einer Tiefgarage üben sie lange die Übergabe des Staffelstabs, die jedoch weiterhin nicht funktioniert. Erst als Lisa zugibt, langsamer als Shania zu sein und ihr die Position als Schlussläuferin überlässt, klappt die Übergabe. Am nächsten Tag sagt Lisa ihrem Vater die Meinung und droht mit einer Abreise von den Weltmeisterschaften, sollte Shania nicht zum Finalrennen aufgestellt werden. Belle, Sarah, Lisa und Shania laufen ein fehlerfreies Rennen und nach einer knappen Entscheidung mit Auswertung des Zielfotos werden sie Weltmeister in der 4-mal-100-Meter-Staffel.

## Synchronisation
Die deutsche Synchronfassung zu Fast Girls entstand 2014 bei der Metz-Neun Synchron Studio und Verlags GmbH in Offenbach.
| Rolle          | Schauspieler       | Synchronstimme      |
| -------------- | ------------------ | ------------------- |
| Shania Andrews | Lenora Crichlow    | Nora Jokhosha       |
| Lisa Temple    | Lily James         | Tanja Esche         |
| Belle Newman   | Lashana Lynch      |                     |
| Trix Warren    | Lorraine Burroughs | Sandra Lühr         |
| Sarah          | Dominique Tipper   | Manuela Stüsser     |
| Carl           | Bradley James      |                     |
| Tommy Southern | Noel Clarke        | Linus Kraus         |
| David Temple   | Rupert Graves      | Gilles Karolyi      |
| Ellie Temple   | Emma Fielding      |                     |
| Brian          | Phil Davis         |                     |
| Tara Andrews   | Tiana Benjamin     | Sabina Godec        |
| Auntie P       | Michelle Joseph    |                     |
| Daze           | Richie Campbell    | Heiko Grauel        |
| Evs            | Jahvel Hall        | Marco Sven Reinbold |
| Kommentator    | James Richardson   | Erich Räuker        |

## Produktion
Wie auch Hugh Hudson bei Die Stunde des Siegers setzte Regisseur Regan Hall auf wenig bekannte Schauspieler für die Hauptrollen in Fast Girls. Neben dem üblichen Vorsprechen für Filmrollen wurden im Londoner Regent’s Park zusätzliche Lauftests durchgeführt, um für die Rollen geeignete Schauspielerinnen auszuwählen. Hall wurde dabei eng von UK Athletics und Profisportlern unterstützt, die anhand des Laufstils entschieden, welche Schauspieler als Läufer authentisch wären und welche es nie zum Profi gebracht hätten. Die fünf Hauptdarstellerinnen mussten der Teilnahme an einem aufwendigen siebenwöchigen Trainingsprogramm vor den Dreharbeiten zustimmen. Dominique Tipper gab in einem Interview zur Filmpremiere in Cannes zu, mit den Bedingungen einverstanden gewesen zu sein, die Herausforderung aber gänzlich unterschätzt zu haben. Wie im Film dargestellt, trainierten Crichlow, James, Lynch, Burroughs und Tipper u. a. im Crystal Palace National Sports Centre, wo sich zur gleichen Zeit auch die Profis für die Teilnahme an den Olympischen Sommerspielen 2012 in London vorbereiteten. Tipper sagte auch, sie und ihre Kolleginnen hätten sich im Training an den Profiathleten orientiert und ein nahezu gleiches Trainingspensum absolviert. Die fünf Schauspielerinnen wurden von den britischen Profiathleten Jeanette Kwakye und Shani Anderson trainiert. Das Trainingsprogramm umfasste neben einem Lauf- und Techniktraining vor allem Krafttraining, um ein authentisches Aussehen zu erreichen. Dazu machten die Schauspielerinnen bis zu 1000 Sit-ups täglich.
Ursprünglich war geplant, die fiktiven Wettkämpfe in Fast Girls als Teil der Olympischen Sommerspiele 2012 in London darzustellen. Dies scheiterte jedoch an rechtlichen Fragen zur Verwendung von urheberrechtlich geschützten Symbolen und der Tatsache, dass der Film mit der Vorwegnahme von Rennergebnissen eines zukünftigen, großen Sportereignisses vielleicht „nicht funktioniert hätte“. In enger Zusammenarbeit mit UK Athletics und der Unterstützung derer Sponsoren und Ausrüster wurden die Wettkämpfe in Fast Girls als Teil der Leichtathletik-Weltmeisterschaften 2011 im südkoreanischen Daegu – in der fiktiven Handlung in London – dargestellt. 2011 scheiterten Tiffany Porter, Anyika Onuora, Laura Turner und Jeanette Kwakye am Einzug ins Finale.
Die Dreharbeiten fanden im Winter 2011/2012 in London statt. Die heruntergekommene Laufbahn, auf der Shania viel trainiert, ist der Feltham Running Track in Feltham, direkt am Longford River. Die Trainingsszenen entstanden im Crystal Palace National Sports Centre. Die Wettkämpfe wurden in Enfield im Queen Elizabeth Stadium und im Lee Valley Athletics Centre gefilmt.

## Trivia
- Die Handlung beginnt laut dem Zeitstempel eines Überwachungsvideos Ende 2011. Das Ende des Films spielt bei den fiktiven Leichtathletik-Weltmeisterschaften im Sommer 2011.[4]
- Bei den Wettkämpfen in Barcelona starten die spanischen Athleten mit dem Eintrag SPA, obwohl das offizielle Länderkürzel für Sportveranstaltungen ESP ist.[4]